# Bel Ami (film, 1939)
A Bel Ami Willi Forst rendezésében, Guy de Maupassant francia író azonos című regénye alapján készült, 1939-ben bemutatott fekete-fehér német film. 
Magyarországon 1939. augusztus 25-én mutatták be.
Az osztrák Willi Forst színész-rendező alkotása.

## Cselekménye
Georges Duroy 1880-ban, öt év után Marokkóból visszatért Párizsba. Véletlenül találkozik újságíró barátjával, Forestier-vel, aki meghívja őt a nála tartandó vacsorára; a jóképű fiatalember Párizs előkelőségeivel ismerkedhet meg. Forestier a „La vie française" című lap főmunkatársa, sikereit azonban felesége, Madeleine íráskészségének és jó politikai összeköttetéseinek köszönheti. Az estélyen Duroy olyan tájékozottsággal beszél az ismeretlen Marokkóról, hogy a lapigazgató, Walter megbízza őt egy cikk megírásával. Madeleine a fiatalembernek is felajánlja segítségét az íráshoz, és a cikk sikere után Walter leszerződteti Duroyt a laphoz. Madeleine segítségével a lapnál Duroy gyors karriert fut be mint a marokkói kérdés szakértője, megbuktatja a gyarmatügyi minisztert, akinek helyére Laroche képviselő, Madeleine politikai favoritja kerül. 
Forestier féltékeny lesz barátjára, elválik a feleségétől. Madeleine és Duroy hamarosan házasságot kötnek,  de a férfi egy véletlenül megpillantott lányba, Susanne-ba szerelmes. A marokkói kérdés hátterének leleplezésével az új gyarmatügyi minisztert, Laroche-t is megbuktatja, és csak ezután tudja meg, hogy Susanne épp Laroche leánya. Végleg el akarja hagyni Párizst, de a vonaton arra ébred, hogy mellette ül Susanne. Azért jött utána, hogy megbocsásson neki, és hogy visszavigye Párizsba. Duroy politikai karriert futhat be, rendbehozza a marokkói kérdést, azután elválik Madeleine-tól és feleségül veszi szerelmét,  Susanne-t.

## Főbb szereplők
- Willi Forst – Georges Duroy / Bel Ami
- Olga Csehova – Madeleine Forestier
- Johannes Riemann – Laroche
- Ilse Werner – Suzanne
- Hilde Hildebrand – Clotilde von Marelle
- Will Dohm – Charles Forestier, újságíró
- Lizzi Waldmüller – Rachel
- Marianne Stanior – Grisette
- Aribert Wäscher – Walter
- Hubert von Meyerinck – M. de Varennes
- Hans Stiebner – Stranoff, ingatlanügynök
- Joachim Below – Suzannes hódolója